# Tigrar (film)
Tigrar är en biografisk dramafilm från 2021, regisserad av Ronnie Sandahl. Manuset är skrivet av Sandahl och baseras på Martin Bengtssons bok I skuggan av San Siro.
Filmen hade världspremiär 30 januari 2021 på Göteborgs filmfestival för att sedan gå upp på bio i Sverige den 27 augusti samma år.

## Handling
Filmen skildrar den 16-årige fotbollsspelaren Martin Bengtssons karriär där han såldes till en italiensk storklubb, och hans barndomsdröm som förvandlades till en mardröm.

## Rollista
- Erik Enge — Martin Bengtsson
- Frida Gustavsson — Vibeke
- Liv Mjönes — Karin
- Alfred Enoch — Ryan
- Johannes Bah Kuhnke — Peter
- Henrik Rafaelsen — Martins pappa
- Lino Musella — Luca
- Antonio Zavatteri — lagläkaren
- Maurizio Lombardi — Galli
- Daniele La Leggia — Dario
- Gianluca Di Gennaro — Tonolli

## Mottagande
Tigrar fick ett bra mottagande bland både publik och kritiker. Filmen sågs av 14 011 personer och blev den åttonde mest sedda svenska filmen på bio i Sverige 2021.
Filmen fick ett snitt på 3,8 på kritiker.se och 3,85 på Svenska filminstitutet.

## Utmärkelser
Till 2022 års Guldbaggegala nominerades Tigrar i fem kategorier, men vann inget. Filmen hade dessförinnan valts ut som Sveriges Oscarsbidrag.
Film mottog även pris för Bästa nordiska film och Bästa skådespelare (Erik Enge) på Dragon Award på Göteborg Film Festival 2021.